# Mesabolivar globulosus
Mesabolivar globulosus är en spindelart som först beskrevs av Hercule Nicolet 1849.  Mesabolivar globulosus ingår i släktet Mesabolivar och familjen dallerspindlar. Inga underarter finns listade i Catalogue of Life.